# Мажугівка
Мажу́гівка — село в Україні, у Гончарівській селищній громаді Чернігівського району Чернігівської області. Населення становить 24 осіб. Орган місцевого самоврядування — Гончарівська селищна громада.

## Історія
За даними на 1859 рік у казенному, козацькому й власницькому селі Чернігівського повіту Чернігівської губернії мешкало 72 особи (41 чоловічої статі та 31 — жіночої), налічувалось 10 дворових господарств.

## Населення

### Мова
Розподіл населення за рідною мовою за даними перепису 2001 року:
| Мова       | Кількість | Відсоток |
| ---------- | --------- | -------- |
| українська | 22        | 91.67%   |
| російська  | 2         | 8.33%    |
| Усього     | 24        | 100%     |

## Дачні кооперативи
За Радянського Союзу було створено 3 дачних кооперативи: «Лісне-1», «Меркурій» та «Нептун». В травні 2015 року була пропозиція від голови «Лісного-1» Валентини Олександрівни Казимір про надання дачних ділянок воїнам АТО. Оскільки із 476 ділянок 70 пустують.

## Галерея

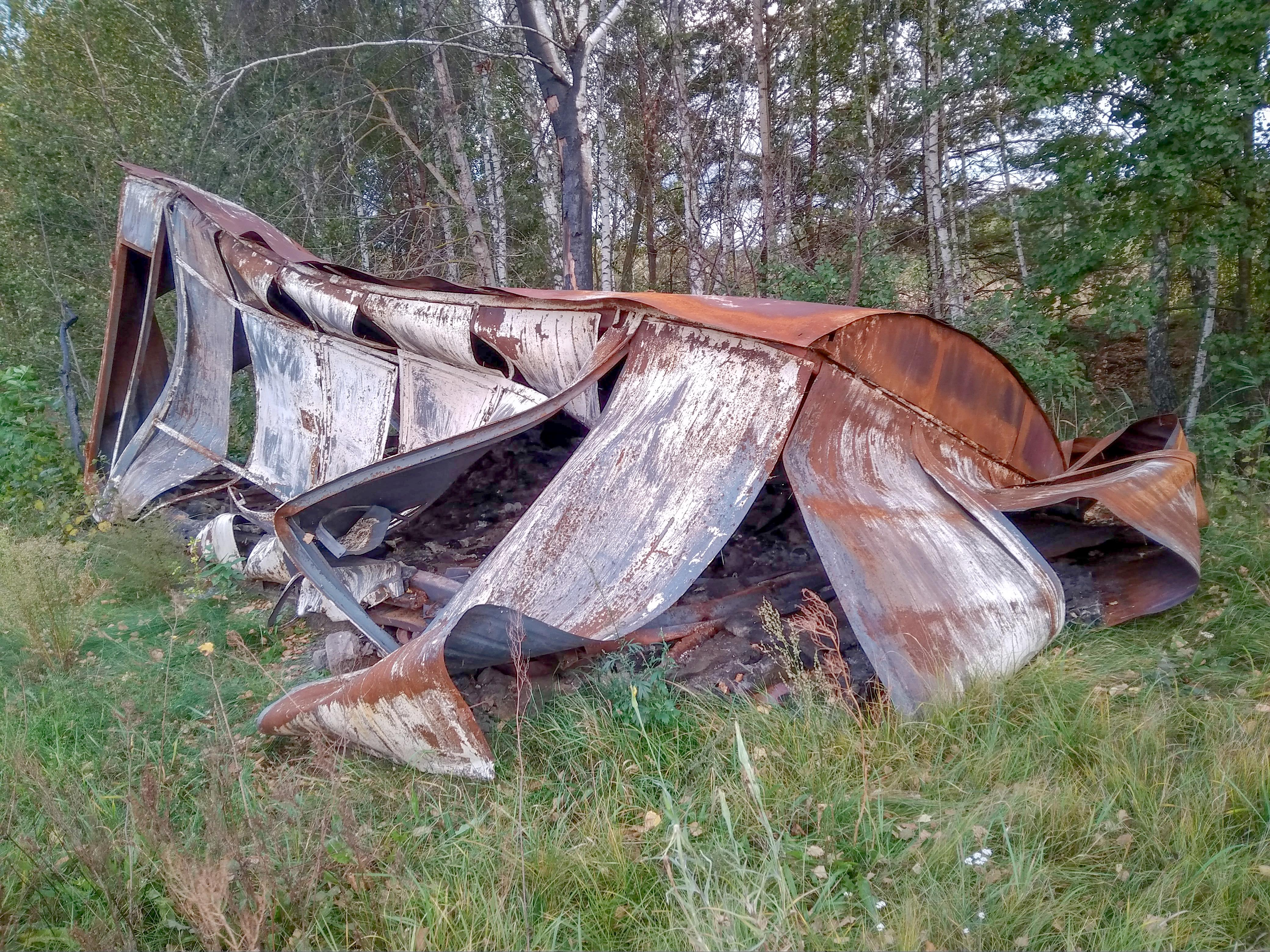
Залишки вагонщика